# Premio Literario Internacional IMPAC de Dublín

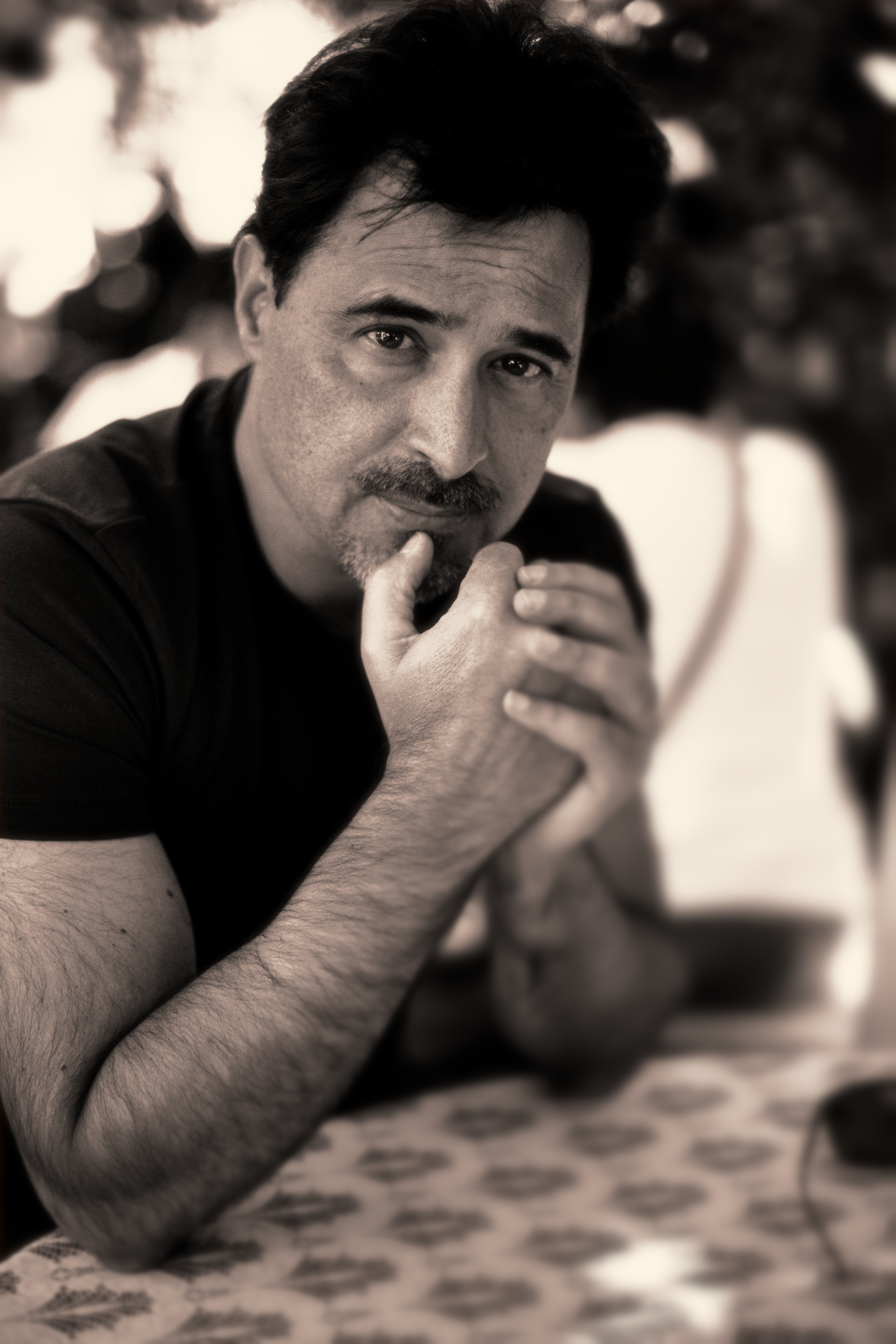
El escritor angoleño José Eduardo Agualusa, ganador de la edición de 2017 del Premio IMPAC

El Premio IMPAC o IMPAC International Dublin Literary Award es un premio literario de alcance internacional con 100000 euros para el ganador.
Su prestigio viene dado por el proceso de selección de las obras guardonadas:
En una primera fase se busca la mejor novela publicada en los dos últimos años bajo el criterio de los responsables de las bibliotecas públicas de diferentes países. 
A continuación se reduce la lista de nominados mediante la votación de un jurado internacional, y por último en la tercera fase se procede a decidir el ganador por un conjunto de críticos y autores de diversas nacionalidades.
Este proceso asegura por un lado, la independencia respecto a presiones de las editoriales y por otro, la presencia de novelas de todo el mundo.

## Ganadores

### 2021
- Valeria Luiselli, Desierto sonoro

### 2020
- Anna Burns, Milkman

### 2019
- Emily Ruskovich, Idaho

### 2018
- Mike McCormack, Solar Bones

### 2017
- José Eduardo Agualusa, Teoria Geral do Esquecimento

### 2016
- Akhil Sharma, Family Life

### 2015
- Jim Crace, Harvest

### 2014
- Juan Gabriel Vásquez, El Ruido de las Cosas al Caer

### 2013
- Kevin Barry, City of Bohane

### 2012
- Jon McGregor, Ni siquiera los perros

### 2011
- Colum McCann, Que el vasto mundo siga girando

### 2010
- Gerbrand Bakker, Todo está tranquilo arriba

### 2009
- Michael Thomas, Man Gone Down

### 2008
- Rawi Hage, De Niro's Game

### 2007
- Per Petterson,  Salir a robar caballos

### 2006
- Colm Tóibín,  The Master

### 2005
- Edward P. Jones, El mundo conocido

### 2004
- Tahar Ben Jelloun, Sufrían por la luz

### 2003
- Orhan Pamuk, Me llamo Rojo

### 2002
- Michel Houellebecq, Las partículas elementales

### 2001
- Alistair MacLeod, No Great Mischief

### 2000
- Nicola Barker, Wide Open

### 1999
- Andrew Miller, El insensible

### 1998
- Herta Müller,  La bestia del corazón

### 1997
- Javier Marias, Corazón tan blanco

### 1996
- David Malouf, Remembering Babylon